# Mario Rondón
Mario Junior Rondón Fernández (port. Mário Rondon Júnior Fernandes, ur. 26 marca 1986 w Los Teques) – wenezuelski piłkarz portugalskiego pochodzenia występujący na pozycji napastnika, reprezentant Wenezueli w latach 2011–2015.

## Kariera klubowa
Profesjonalne treningi piłkarskie rozpoczął w szkółce EFAR Deportivo Los Castores z San Antonio de Los Altos. W latach 1998–2004 szkolił się w akademii klubu Caracas FC. Wkrótce po ukończeniu pełnoletniości przeniósł się do portugalskiego zespołu AD Pontassolense. Przed sezonem 2005/06 został przez trenera Lito Vidigala włączony do składu drużyny seniorów i rozpoczął od tego momentu regularne występy na poziomie Segunda Divisão. W maju 2009 roku podpisał czteroletni kontrakt z FC Paços de Ferreira. W lipcu tegoż roku zanotował pierwszy występ w europejskich pucharach w meczu z Zimbru Kiszyniów (0:0) w kwalifikacjach Ligi Europy 2009/10. 25 października 2009 zadebiutował w Primeira Liga w spotkaniu z CS Marítimo (1:3). Na początku 2010 roku został wypożyczony na okres jednej rundy do SC Beira-Mar (Liga de Honra), gdzie rozegrał 10 meczów i strzelił 1 gola. Po powrocie do FC Paços w sezonie 2010/11 dotarł z tym zespołem do finału Pucharu Ligi, przegranego 1:2 z SL Benfica.
Latem 2011 roku Rondón został graczem CD Nacional. W latach 2011–2014 rozegrał w barwach tego klubu 108 ligowych meczów i zdobył 31 bramek. W lutym 2015 roku podpisał dwuletnią umowę z Shijiazhuang Ever Bright, które po raz pierwszy w historii uzyskało awans do Chinese Super League. 9 marca zadebiutował w chińskiej ekstraklasie w spotkaniu przeciwko Guangzhou FC (1:2), w którym strzelił gola. W marcu 2016 roku doznał poważnej kontuzji nerwu strzałkowego wspólnego, po której zmuszony był zawiesić karierę na okres dwóch lat.
W styczniu 2018 roku podpisał kontrakt z klubem Gaz Metan Mediaș. 3 lutego 2018 zaliczył pierwszy występ w Liga I w przegranym 1:2 meczu przeciwko FCSB. W rundzie wiosennej sezonu 2017/18 strzelił łącznie 9 bramek w 18 spotkaniach i został ogłoszony najlepszym zawodnikiem fazy play-out. W czerwcu 2018 roku ponownie został piłkarzem Shijiazhuang Ever Bright, z którym rywalizował na poziomie China League One. Na początku 2019 roku jako wolny agent powrócił do Gaz Metan Mediaș, gdzie w 18 ligowych meczach zdobył 10 goli. W czerwcu 2019 roku odszedł do mistrza Rumunii CFR 1907 Cluj. Wywalczył z tym klubem dwukrotnie mistrzostwo kraju, a także krajowy superpuchar. W sezonie 2019/20 dotarł z CFR 1907 Cluj do 1/16 finału Ligi Europy UEFA, gdzie jego zespół został wyeliminowany przez Sevilla FC. W lipcu 2021 roku rozwiązał polubownie swoją umowę i przeniósł się do Radomiaka Radom prowadzonego przez Dariusza Banasika.

## Kariera reprezentacyjna
25 marca 2011 zadebiutował w reprezentacji Wenezueli w towarzyskim meczu z Jamajką, wygranym 2:0. W spotkaniu tym pojawił się on na boisku w 78. minucie, zastępując Alejandro Moreno. 5 września 2014 zdobył pierwszą bramkę dla drużyny narodowej w meczu przeciwko Korei Południowej (1:3). W 2016 roku znalazł się w składzie na turniej Copa América, jednak z powodu kontuzji, której doznał w meczu Chinese Super League, został zastąpiony przez Jeffréna Suáreza. Ogółem w latach 2011–2015 zaliczył w reprezentacji 13 oficjalnych występów i strzelił 3 gole.

### Bramki w reprezentacji
| Lp. | Data              | Miejsce                        | Przeciwnik       | Bramka | Rezultat | Ranga meczu                       |
| --- | ----------------- | ------------------------------ | ---------------- | ------ | -------- | --------------------------------- |
| 1.  | 5 września 2014   | Bucheon Stadium, Bucheon       | Korea Południowa | 1:0    | 1:3      | Mecz towarzyski                   |
| 2.  | 9 września 2014   | Stadion Nissan, Jokohama       | Japonia          | 1:1    | 2:2      | Mecz towarzyski                   |
| 3.  | 12 listopada 2015 | Estadio Hernando Siles, La Paz | Boliwia          | 1:2    | 2:4      | Eliminacje Mistrzostw Świata 2018 |

## Życie prywatne
Jest synem Wenezuelczyka Mario Rondóna i pochodzącej z Madery Portugalki Marii Fernandes. Posiada obywatelstwo wenezuelskie i portugalskie.

## Sukcesy
CFR 1907 Cluj
- mistrzostwo Rumunii: 2019/20, 2020/21
- Superpuchar Rumunii: 2020